# Miroslav Pergl
Miroslav Pergl (* 1934) je bývalý český fotbalista, útočník.

## Fotbalová kariéra
V československé lize hrál za Spartak Praha Sokolovo, Tankistu Praha a Spartak Motorlet Praha. Dal 10 ligových gólů. Se Spartakem Praha Sokolovo získal v roce 1954 mistrovský titul.

## Ligová bilance
| Ročník                                   | Zápasy | Góly | Klub                   |
| ---------------------------------------- | ------ | ---- | ---------------------- |
| Přebor československé republiky 1953     | -      | 0    | Spartak Praha Sokolovo |
| Přebor československé republiky 1954     | -      | 2    | Spartak Praha Sokolovo |
| Přebor československé republiky 1954     | -      | 0    | Tankista Praha         |
| Přebor československé republiky 1955     | -      | 0    | Tankista Praha         |
| 1. československá fotbalová liga 1956    | -      | 4    | Spartak Praha Sokolovo |
| 1. československá fotbalová liga 1957/58 | -      | 2    | Spartak Praha Sokolovo |
| 1. československá fotbalová liga 1958/59 | -      | 1    | Spartak Praha Sokolovo |
| 1. československá fotbalová liga 1959/60 | -      | 1    | Spartak Praha Sokolovo |
| 1. československá fotbalová liga 1963/64 | 23     | 0    | Spartak Motorlet Praha |
| CELKEM 1. liga                           | -      | 10   |                        |